# Bobritzsch (Bobritzsch-Hilbersdorf)
Bobritzsch – dzielnica gminy Bobritzsch-Hilbersdorf w Niemczech, w kraju związkowym Saksonia, w okręgu administracyjnym Chemnitz, w powiecie Mittelsachsen. Do 31 grudnia 2011 była to samodzielna gmina.

## Współpraca
Miejscowości partnerskie:
- Mariscal Estigarribia, Paragwaj
- Neustetten, Badenia-Wirtembergia
- Niederaichbach, Bawaria